# 田岡克介
田岡 克介（たおか かつすけ、1945年10月11日 - ）は、日本の政治家。北海道石狩市元市長（5期）。

## 来歴
北海道石狩郡石狩町（現石狩市）出身。北海高等学校卒業。1968年（昭和43年）3月、國學院大學文学部卒業。同年4月、石狩町役場に就職。1978年（昭和53年）4月、同町民生部課長。1980年（昭和55年）6月、同町総務部参事。途中、石狩湾新港管理組合課長に出向し、1995年（平成7年）に同町企画調整部長を経て、1996年（平成8年）3月、石狩町助役就任。1996年市制に移行後も、石狩市助役として斉藤英二市長を支えた。
斉藤市長が急病で倒れ辞職。1999年（平成11年）6月27日に行われた石狩市長選挙に出馬し、初当選。2015年5月、無投票により5期目の当選。2019年5月の選挙には出馬せず、引退した。同年、旭日中綬章受章。

## 人物
- 部長・助役時代には石狩湾新港管理組合副管理者、石狩振興公社代表取締役、石狩市公務サービス代表取締役などを兼任している。